# مريم الزعيمي
مريم الزعيمي (مواليد 6 أكتوبر 1983) ممثلة مغربية تخرجت من المعهد العالي للفن المسرحي والتنشيط الثقافي بالرباط. شاركت في عدة أفلام ومسلسلات مغربية.

## السيرة الذاتية
ولدت مريم الزعيمي في 6 أكتوبر 1983 بمدينة فاس، تخرجت من المعهد العالي للفن المسرحي والتنشيط الثقافي، شاركت بعدها في مجموعة من الأعمال، لكنها كانت تلعب أدوارًا ثانوية فقط، إلى أن ظهرت بشكل لافت في دراما رمضان المغرب، من خلال مشاركتها بدور جميلة في مسلسل بنات لالة منانة وكذلك في دور كنزة في السلسلة الكوميدية كنزة فالدوار والتي أخذت فيها دور البطولة عن جدارة واستحقاق، كما شاركت في فيلم نساء في المرايا للمخرج سعد الشرايبي.

## أعمالها

### المسرحيات
- شقائق النعمان
- الحر بالغمزة
- شكون فيه الديفو
- ضيف الغفلة

### الأفلام
- محطة الملائكة
- صفي تشرب
- نساء في المرايا
- الصفر
- العاطي الله
- الشاهدة

### المسلسلات
- بنات لالة منانة
- دار الغزلان
- وعدي
- سر المرجان
- نعام ألالة
- فوق السحاب
- الزعيمة
- لمكتوب
- صافي سالينا
- بغيت حياتك
- كازا ستريت
- دار النسا
- الدم المشروك

### سيتكومات
- كنزة في الدوار
- بنكالو
- ياك حنا جيران (ضيفة شرف)
- بنت الناس (ضيفة شرف)
- كلنا مغاربة
- أمولا نوبة (ضيف شرف)

### البرامج
- جزيرة الكنز (مشاركة)
- رشيد شو (ضيفة)
- كي كنتي وكي وليتي (ضيفة)
- جاري ياجاري (ضيفة)
- ماستر شاف سليبغتي (منافسة)
- FBM المواجهة (ضيفة)

## وصلات خارجية
- مريم الزعيمي على موقع IMDb (الإنجليزية)
- مريم الزعيمي على موقع قاعدة بيانات الأفلام العربية